# Afrilobus
Genre
Afrilobus est un genre d'araignées aranéomorphes de la famille des Orsolobidae.

## Distribution
Les espèces de ce genre se rencontrent en Afrique du Sud et au Malawi.

## Liste des espèces
Selon World Spider Catalog (version 15.5, 31/10/2014) :
- Afrilobus australis Griswold & Platnick, 1987
- Afrilobus capensis Griswold & Platnick, 1987
- Afrilobus jocquei Griswold & Platnick, 1987

## Publication originale
- Griswold & Platnick, 1987 : On the first African spiders of the family Orsolobidae (Araneae, Dysderidae). American Museum novitates, no 2892, p. 1-14 (texte intégral).